# Xã Blakely, Quận Gage, Nebraska
Xã Blakely (tiếng Anh: Blakely Township) là một xã thuộc quận Gage, tiểu bang Nebraska, Hoa Kỳ. Năm 2010, dân số của xã này là 305 người.